# Jack B. Quick
Jack B. Quick, il cui nome completo è Jonothon Beauregard Quick, è un personaggio dei fumetti dell'universo America's Best Comics, creato da Alan Moore e Kevin Nowlan e apparso per la prima volta su Tomorrow Stories n. 1 nell'agosto 1999.
È uno dei personaggi che comparivano nelle storie brevi sulla rivista antologica Tomorrow Stories, insieme a Cobweb, First American & U.S. Angel, Greyshirt e Splash Brannigan.

## Personaggio
Jack B. Quick è un ragazzino prodigio che turba la quiete della cittadina di Queerwater Creek con le sue teorie e i suoi esperimenti strampalati che stravolgono le leggi della fisica.

## Omonimie
- Un altro personaggio dell'universo DC è chiamato Jack B. Quick, un membro dei Champions of Angor.
- Nel film Guns of El Chupacabra del 1997 il personaggio principale, interpretato da Scott Shaw, si chiama Jack B. Quick.